# Єлизавета Накашидзе-Болквадзе
Єлизавета Йосипівна Накашидзе-Болквадзе (груз. ელისაბედ იოსების ასული ნაკაშიძე-ბოლქვაძე; нар. серпень 1885 року, село Земо-Натанебі, нині Озургетського муніципалітету, Грузія — пом. 22 лютого 1938 року, Мінусинськ, Красноярський край) — грузинська партійна діячка (РСДРП(м)), одна з п'яти жінок — членів Установчих зборів Грузії (1919—1921), крім Накашидзе-Болквадзе до них увійшли Христина Шарашидзе, Елеонора Тер-Парсєгова-Махвіладзе, Ганна Сологашвілі та Мінадора Орджонікідзе-Торошелідзе.

## Біографія
Народилася Єлизавета Накашидзе 1885 року в дворянській сім'ї Йосипа (Іосеба) Накашидзе. Середню освіту здобула у Тифліській жіночій гімназії. У 1904 році зайнялася кооперацією і стала членом Соціал-демократичної партії Грузії. Вела пропагандистську роботу серед селян Гурії, очолювала жіночу соціал-демократичну організацію Гурії. В цей час вона вийшла заміж за селянина Болквадзе, що викликало невдоволення її батьків. У 1907 році стала членом Гурійського комітету Соціал-демократичної партії Грузії. Після затримання цього комітету в тому ж 1907 році Накашидзе була вислана із Закавказзя, куди повернулася лише після Лютневої революції 1917 року.

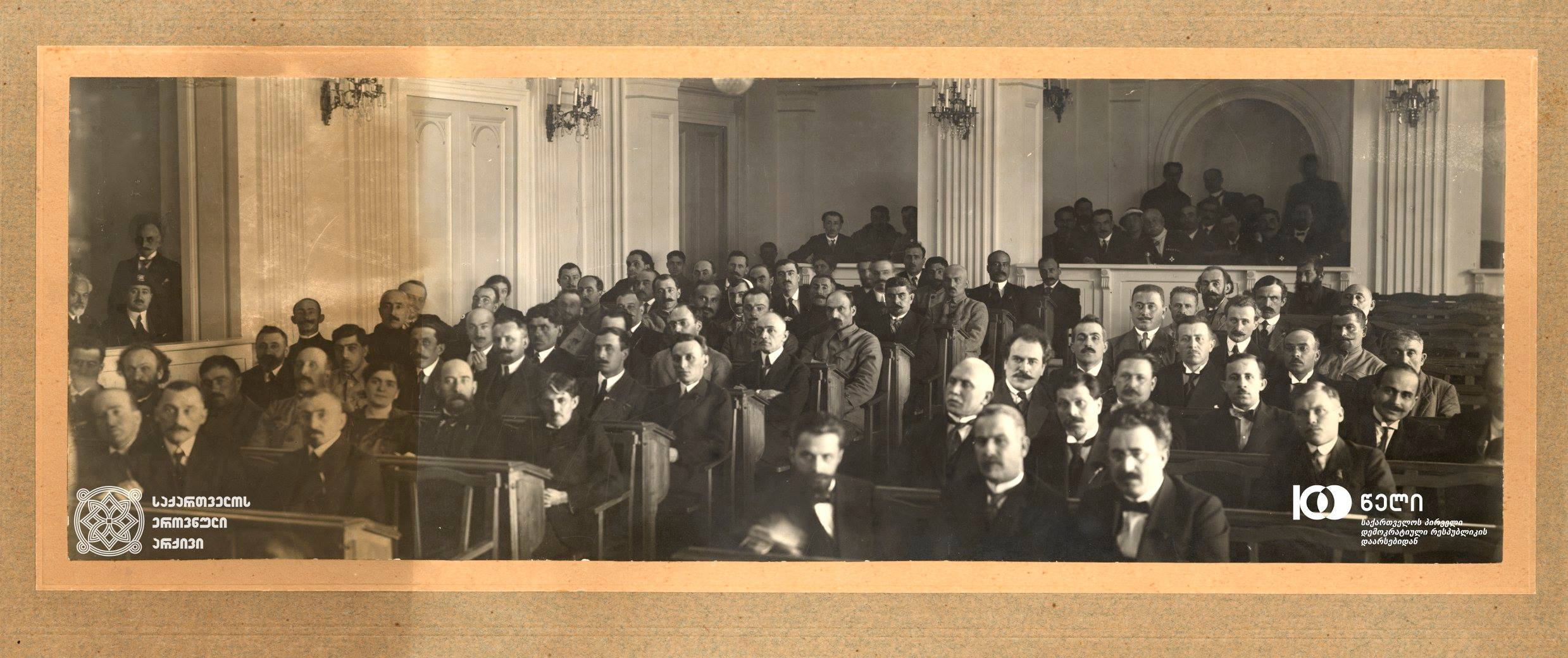
Установчі збори Грузії. Болквадзе біля стіни, ліва сторона

20 березня 1917 року Ліза Накашидзе була обрана головою Товариства жінок Гурії. Вона була головою регіонального кооперативного союзу Натанзі. У 1919 році обрана членом Установчих зборів Демократичної Республіки Грузія за списком соціал-демократів. Увійшла до парламентської комісії з праці.
Після радянізації Грузії в 1921 році Ліза Накашидзе активно брала участь в антирадянському русі. 2 травня 1923 року 78 членів меншовицької партії, в тому числі Ліза Накашидзе-Болквадзе, були вислані на Урал. У той же самий час в Батумі заарештували її батька Йосипа Михайловича Накашидзе, якого звинувачували у злочинних зв'язках з братами Отаром та Іваном (Мушні) Дадіані (офіцери, учасники повстання у серпні 1924 року, розстріляні). Чекісти не спромоглися довести свої звинувачення, але, незважаючи на клопотання місцевого керівництва, Йосип Накашидзе залишався в ув'язненні кілька місяців і незабаром після звільнення помер.
30 грудня 1923 року, після вбивства колишнього члена грузинської соціал-демократичної партії Іларіона Гіоргадзе, Надзвичайна комісія взяла в заручники 38 соціал-демократів, включаючи Лізу Болквадзе, і загрожувала їм розстрілом.
Після придушення повстання у серпні 1924 року більшовицька влада дозволила частині засланців повернутися на батьківщину. Ліза Болквадзе-Накашидзе повернулася до Грузії в 1925 році. Спочатку вона жила в Гурії, потім переїхала до Тбілісі, де почала працювати в Комуністичній партії Грузинської РСР. При цьому вона продовжувала нелегальну роботу на посаді секретаря забороненої Соціал-демократичної партії Грузії.
22 лютого 1926 року, після того як була заарештована секретар неофіційного ЦК Елеонора Махвіладзе, Ліза Болквадзе стала головою Центрального і Тбіліського комітетів, вона здійснила ряд енергійних заходів з активізації роботи, а також знайшла способи допомоги родинам арештованих партійців і політичним в'язням.
29 червня 1926 року вона була заарештована ЧК. 8 липня Ліза Накашидзе-Болквадзе заявила про відмову співпрацювати зі слідством і заперечувала звинувачення в антирадянській діяльності 24 липня 1926 року її відправили до Москви, де Ліза Болквадзе була засуджена до трьох років позбавлення волі з відбуванням покарання в Красноярському краї, де до 1927 року вона перебувала у в'язниці, потім тюремне ув'язнення замінили посиланням.
7 січня 1927 року вона була звільнена з в'язниці і відправлена на заслання; 18 січня 1930 року термін заслання був продовжений ще на 3 роки. 4 лютого 1933 року після закінчення терміну заслання її залишили на проживання в Алтайському краї. Жила в місті Камінь-на-Обі, працювала серед засланців у рамках «політичного червоного хреста».
На початку 1936 року Каменським райвідділом НКВС була проведена великомасштабна операція і була затримана велика група грузинських соціал-демократів, засланих з політичних причин. Згідно з версією слідства, контрреволюційна організація засланців розробляла механізми нелегальної листування, проводила зустрічі засланців. Головними організаторами цієї роботи були Ліза Болквадзе і Костянтин Андронікашвілі.
Ліза Болквадзе була заарештована 6 квітня 1936 року Кам'янським районним відділом НКВС. 21 вересня 1936 року вона була засуджена Особливою нарадою при НКВС СРСР за статтями 58-10, 11 до 5 років заслання у Красноярському краї. У звинувачення було записано: «за тісні зв'язки з зарубіжними бюро партії „меншовиків“ та участь у підготовці контрреволюційного перевороту».
6 листопада 1937 року Ліза Болквадзе була знову арештована в місті Мінусінську. 13 лютого 1938 року «особлива трійка» засудила її до смертної кари. Ліза була розстріляна в Мінусінську 22 лютого 1938 року. Реабілітована 22 вересня 1956 року Красноярським крайовим судом, а у справі 1936 року 23 квітня 1989 року прокуратурою Алтайського краю.

## Родина
- Чоловік — Болквадзе, селянин